# Англосаксонски период
Англо-саксонска Англия или Англосаксонски период в историята на Англия или ранносредновековна Англия е периодът от края на Римска Британия и създаването на англосаксонските кралства до Норманското нашествие през 1066 г. Началото му, 5 и 6 век са известни като „тъмните векове“, а към края на 8 век по териториите на Британия пристигат викингите, което довежда до извършването на редица промени по тези територии. След нашествието на Уилям Завоевателя започва периодът на Кралство Англия.

## История
Основните писмени източници, предоставящи информация за англосаксонския период са „Църковна история на народа на англите“ от Беда Достопочтени и Англосаксонска хроника, както и различни писма и Англосаксонската литература.

### Миграция и формиране на кралства (400 – 600)
Трудно е да се създаде единна хронология на събитията по време на Римското изтегляне от Британия. Галфрид Монмутски, в своята „История на кралете на Британия“, описва римското изтегляне от острова (този документ не е сред източниците за историята на англосаксонската епоха поради своя характер на легенди).
Археологическите изследвания показват, че след изтеглянето на римляните започва т. нар. „гниене“. Сеченето на монети става рядкост.
Според Англосаксонска хроника формирането на англосаксонски кралства става след като на различни места по английските брегове акостират групи от три до пет кораба с нашественици, които влизат в битка с местното след-римско население на острова и го завладяват Споровете за броя на англосаксонците продължават – дали това се били малки елитни отряди, които поемат управлението на страната, или е било масирано нашествие, погълнало завареното местно население, не е ясно.
Към 600 г. вече установен нов порядък на острова, като има кралства и васални кралства. В своята Historia Anglorum, описваща обединението на английските монархии от това време средновековният историк Хенри от Хънтингдън въвежда понятието хептархия за седемте основни англосаксонски кралства (от гръцки hept – седем; archy – управление).
Четирите големи кралства през този период са:
- Източна Англия
- Мърсия
- Нортъмбрия
- Уесекс

а по-малки са:
- Есекс
- Кент
- Съсекс

### Нашествие на викингите
Към края на 8 век в земите на Британия започват да нахлуват нови колонизатори от Скандинавия – викингите, основно датчани и норвежци. Целта им са основно църкви и манастири, считани за богата плячка. Например викингският набег на Линдисфарн през 793 г. предизвиква голяма тревога в целия християнски Запад и днес се приема като начало на Епохата на викингите. През 860 – 70 г. отделните набези се сливат в мощно датско нахлуване и в рамките на десетина години всички англосаксонски кралства са покорени: Нортъмбрия през 867 г., Източна Англия през 869 г. и почти цяла Мърсия през 874 – 77 г. Оцелява само кралство Уесекс.
През март 878 г. неговият крал Алфред Велики построява крепостта Athelney, скрита дълбоко в блатата на Съмърсет. През май същата година той събира армия сред населението на Съмърсет, Уилтшър и Хампшър, побеждавайки викингите в битката при Едингтън. Сключен е мирен договор, според който кралство Есекс контролира част от Мидландс и целия юг (с изключение на Корнуол, който се държи от бритите), а датчаните държат Източна Англия и целия север. Крал Алфред предприема мерки по укрепване на отбраната на кралството, като създава флот, реорганизира армията и изгражда система от фортификации (burhs) предимно като използва старите римски градове и подсилва техните съществуващи защитни стени. Освен това ремонтира църквите, извиква учени от чужбина, основава училища за синовете на благородниците, поставя началото на Англосаксонска хроника, а самият той започва да превежда книги от латински, включително „Църковна история на народа на англите“ (лат. Historia ecclesiastica gentis Anglorum) на Беда Достопочтени.
Наследниците на Алфред продължават неговата политика на ограмотяване и благодарение на това 10 век може да се нарече „Златен“. Не закъсняват и победите над викингите: през 913 г. е възвърнато владението над кралство Есекс, а по-късно е анексирана Нортъмбрия и подчинен Уелс. Дори датчаните в Ирландия имат респект към английските крале. През 973 г. правнукът на Алфред Едгар (Edgar the Peaceful) е коронясан в Бат като „крал на Англия и император на Британия“. На сечените по същото време монети има надпис EADGAR REX ANGLORUM („Едгар, крал на англичаните“). Отзвуци от ритуалите и думите на тази коронация са се запазили през вековете чак до последната коронация на кралица Елизабет II, макар и на английски, а не на латински. По времето на крал Етелред II и сина му Едмънд II обаче настъпва упадък и страната попада за известен период (1016 – 1042 г.) под властта на датчаните, нахлули начело с Кнут Велики.
По тази причина предпоследният англоскасонски крал Едуард Изповедник расте и се възпитава до зряла възраст, както и доста след това в херцогство Нормандия, родината на майка му. Възкачва се на трона през 1042 г. и управлява до началото на 1066 г. Той е набожен и благочестив и основава Уестминстърското абатство, за да разполага с божи храм по-близо до новопостроения Уестминстърски дворец. В същото време графът на Есекс Харолд Годуинсън, брат на жена му, е централната фигура на съпротивата срещу норманското влияние. На 4 януари 1066 г. от смъртното си легло Едуард посочва към зет си Харолд и той е коронясан още на следващия ден в Уестминстърското абатство. Според някои историци приживе Едуард е обещал английската корона на братовчед си (херцога на Нормандия Гийом II (Уилям) (по-късно крал на Англия под името Уилям I Завоевателя), най-силният феодал по това време във Франция.
Веднага след като научава за английската коронация, Уилям започва да събира войска, оръжия, коне и да строи кораби за нахлуване в Англосаксонското кралство, а папата благословя претенциите му. През есента англосаксонската армия очаква нашествието на норманите на южния бряг, но от северната част на страната изведнъж нахлува още един претендент за короната на Англия – крал Харалд Хардрада с норвежките викинги. Раздвоен дали да пази южната граница или да се бие с викингите, крал Харолд избира врага, който вече е нахлул на острова. Англичаните прекосяват цялата страна и в битката при Стамфорд Бридж неорганизираните викинги са разбити от англичаните, а крал Хадрада пада убит.